# فرودگاه اوکوری
فرودگاه اوکوری (به انگلیسی: Ukkurey)  یک فرودگاه نظامی   است که یک باند فرود بتن دارد و طول باند آن ۳۰۰۰ متر است. این فرودگاه در  کشور روسیه قرار دارد و در ارتفاع ۵۷۹ متری از سطح دریا واقع شده است.